# Nøvling Sogn (Herning Kommune)
 For alternative betydninger, se Nøvling Sogn. (Se også artikler, som begynder med Nøvling Sogn)
Nøvling Sogn er et sogn i Herning Nordre Provsti (Viborg Stift).
I 1800-tallet var Nøvling Sogn anneks til Vildbjerg Sogn. Begge sogne hørte til Hammerum Herred i Ringkøbing Amt. De dannede  sognekommune sammen med Timring Sogn fra Ulfborg Herred, også i Ringkøbing Amt. Sognekommunen blev senere delt i to, men ved kommunalreformen i 1970 blev både Vildbjerg-Nøvling og Timring indlemmet i Trehøje Kommune, der ved strukturreformen i 2007 indgik i Herning Kommune.
I Nøvling Sogn ligger Nøvling Kirke.
I sognet findes følgende autoriserede stednavne:
- Nybo (bebyggelse)
- Nøvling (bebyggelse)
- Skibbild (bebyggelse)
- Skibbild Sønderbæk (vandareal)
- Staldhøj (areal)
- Staldhøj Plantage (areal)
- Tvevad (bebyggelse)